# Федоренки (Полтавская область)
Федоренки (укр. Федоренки) — село, Омельникский сельский совет, Кременчугский район, Полтавская область, Украина.
Код КОАТУУ — 5322483211. Население по переписи 2001 года составляло 19 человек.

## Географическое положение
Село Федоренки находится на правом берегу реки Псёл, выше по течению на расстоянии в 3 км расположено село Омельник, ниже по течению на расстоянии в 1 км расположено село Романки, на противоположном берегу — село Крамаренки.

## История
В 1911 году на хуторе Федоренки жило 192 человека.